# Nojals-et-Clotte
Nojals-et-Clotte is een voormalige gemeente in het Franse departement Dordogne (regio Nouvelle-Aquitaine) en telt 193 inwoners (1999). en maakt deel uit van het arrondissement Bergerac.

## Geschiedenis
In de eerste jaren van de Franse Revolutie werden de toenmalige gemeenten Gleyze d'Al en Nojals samengevoegd. In 1825 fuseerde deze gemeente met de gemeente Clotte. 
Nojals-et-Clotte maakte deel uit van het kanton Beaumont-du-Périgord totdat dit op 22 maart werd opgeheven en de gemeenten werden opgenomen in het kanton Lalinde.
Op 1 januari 2016 fuseerde de gemeente met Beaumont-du-Périgord, Labouquerie en Sainte-Sabine-Born, tot de commune nouvelle Beaumontois en Périgord.

## Geografie
De oppervlakte van Nojals-et-Clotte bedraagt 13,6 km², de bevolkingsdichtheid is 14,2 inwoners per km².
De onderstaande kaart toont de ligging van Nojals-et-Clotte met de belangrijkste infrastructuur en aangrenzende gemeenten.

## Demografie
Onderstaande figuur toont het verloop van het inwonertal.

## Geboren
- Maria Celina van de Presentatie (24 mei 1878) - Geestelijke

Beaumont-du-Périgord · Labouquerie · Nojals-et-Clotte · Sainte-Sabine-Born